# La Cage/Erosmachine
La Cage/Erosmachine – pierwszy singel Jeana-Michela Jarre’a, wydany w 1971 roku. Został nagrany w 1969, kiedy Jarre był członkiem grupy Groupe de Recherches Musicales pod kierownictwem Pierre’a Schaeffera, do której dołączył w 1968. Znajdują się na nim tylko dwa utwory:
1. „La Cage” (3:15)
2. „Erosmachine” (2:56)

## Wydawnictwa
- 7" Pathé Marconi EMI (Francja) 2C 006 11739

W momencie nagrania singla Jarre należał do znanego w Paryżu klubu „Groupe de Recherches Musicales” Pierre’a Schaeffera. „La Cage” był utworem elektronicznym na 16 oscylatorach, instrumentach perkusyjnych i pile muzycznej. „Erosmachine” był zagrany na harmonii i taśmie magnetycznej.
Pathe Marconi zgodził się na rozprowadzanie płyty. Singel został wydany tylko w 500 egzemplarzach, lecz sprzedano zaledwie 117. Taśmy z muzyką zostały zabezpieczone i 1978 r. utwory zostały ponownie wydane na albumie kompilacyjnym Made in France oraz w 1994 r. na kompilacji Rarities 1.
"To była premierowa płyta w muzyce elektronicznej. To epoka GRM, w której byliśmy klasą wieczorową. Przy pomocy perkusisty w „pirackim” studio przerobionym z klasy nagraliśmy tę płytę w jedną noc.” – Jean-Michel Jarre